# Трусова, Анна Анатольевна
Анна Анатольевна Трусова (род. 29 ноября 1985, Мурманск) — российская спортсменка, призёр чемпионата России по вольной борьбе, чемпионка Европы, мастер спорта России международного класса. В 2004—2011 годах была членом сборной команды России. Ушла из большого спорта в 2011 году. Живёт в Санкт-Петербурге.

## Спортивные результаты
- Чемпионат России по женской борьбе 2008 года — ;
- Гран-при Иван Ярыгин 2008 года — .